# Prlita
Prlita (cyr. Прлита) – wieś w Serbii, w okręgu zajeczarskim, w mieście Zaječar. W 2011 roku liczyła 90 mieszkańców.